# Причт
Причт (при́чет) парафії в українському православ'ї складають: вратарник, дзвонар, чтець, пономар, псаломщик (дяк), іподиякон, вівтарник, ктитор, просвирня. 
Кількість членів причту може бути збільшена або зменшена єпархіальною владою на прохання парафії та відповідно до її потреб. У будь-якому разі, причт повинен складатися не менш як з одної особи та клірика: псаломщика і священика.
Члени причту можуть бути переміщені та звільнені зі своїх місць єпархіальним архієреєм за особистим проханням, рішенням церковного суду або за церковною доцільністю. 
Обов'язки членів причту визначаються церковними правилами та розпорядженнями єпархіального архієрея або настоятеля. 
Причт відповідає за духовно-моральний стан парафіян та за виконання своїх богослужбових і пастирських обов'язків. 
Члени причту не можуть залишити парафію без дозволу церковної влади. Дозвіл  надається у встановленому порядку. 